# Подводные лодки типа «Ветехинен»
Подводные лодки типа «Ветехинен» (фин. Vetehinen, водяной) — общее наименование для финских подводных лодок, построенных в 1920—1930 годах. Всего было построено 3 подводные лодки этого класса. Они принимали участие во Второй мировой войне в составе финского флота.

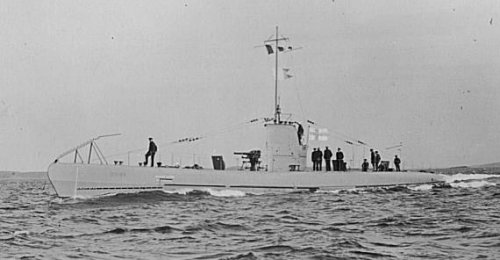
«Ветехинен»

## История проектирования
Подводные лодки типа «Ветехинен» были спроектированы голландской компанией «Ingenieurskantoor voor Scheepsbouw» в Гааге (учреждённой немцами после Первой мировой войны для создания новых разработок по проектам подводных лодок, в связи с запретами, установленными в соответствии с Версальским Мирным договором). Разрабатывая проект «Саукко», немцы также подготовили проект более крупной подводной лодки для Финского флота. Первая подводная лодка этого типа была построена в Финляндии на судостроительном заводе «Крейтон-Вулкан» в Турку.
В основу подводных лодок типа «Ветехинен» легли немецкие подводные лодки типа UB III и UC III времён Первой мировой войны, а сам этот тип послужил прототипом немецких подводных лодок типа VII-А.
Всего было построено 3 подводные лодки. Так же как и «Саукко», они были приспособлены для установки мин, поставляемых самими немцами. Так как этот проект был разработан для действий на Балтике, то радиус действия не имел особой важности, поэтому подводные лодки этого типа имели запас только в 20 тонн жидкого топлива (в противоположность 67 тоннам, которые имели немецкие подводные лодки типа VII-А).

## Представители
- «Ветехинен» (фин. Vetehinen)
- «Весихииси» (фин. Vesihiisi)
- «Ику-Турсо» (фин. Iku-Turso)